# Калиновка (Криничанский район)
Калиновка (укр. Калинівка) — село,
Болтышковский сельский совет,
Криничанский район,
Днепропетровская область,
Украина.
Код КОАТУУ — 1222081502. Население по переписи 2001 года составляло 274 человека.

## Географическое положение
Село Калиновка находится на левом берегу реки Базавлук,
выше по течению на расстоянии в 0,5 км расположено село Адамовка,
ниже по течению на расстоянии в 2 км расположено село Александровка.
По селу протекает пересыхающий ручей с запрудой.